# Borgarin
Borgarin är ett berg i Färöarna (Kungariket Danmark).   Det ligger i sýslan Norðoyar, i den norra delen av landet, 40 km norr om huvudstaden Tórshavn. Toppen på Borgarin är 76 meter över havet. Borgarin ligger på ön Kalsoy.
Terrängen runt Borgarin är kuperad. Havet är nära Borgarin åt nordväst.  Närmaste större samhälle är Klaksvík, 18,5 km sydost om Borgarin. 